# 奥尔穆瓦-维莱
奥尔穆瓦-维莱（法語：Ormoy-Villers）是法国瓦兹省的一个市镇，位于该省东南部，属于桑利斯区。该市镇总面积10.37平方公里，2009年时的人口为638人。

## 人口
奥尔穆瓦-维莱人口变化图示